# Château d'Epiry
Le château d'Epiry est situé sur la commune de Saint-Émiland en Saône-et-Loire, à flanc de coteau, à l'écart du village.

## Description
Le château a conservé de l'époque médiévale quatre tours rondes et un corps de logis qui indiquent le plan polygonal de l'ancien château fort ordonné autour de la cour ; le mur qui, à l'origine, fermait cette cour, a été remplacé par une grille, encadrée de deux lions de pierre, à laquelle on accède par un pont qui franchit les douves encore visibles. Les quatre tours rondes pourraient dater du XIVe siècle. La tour Nord Ouest a conservé trois bretèches en pierre soigneusement appareillées, réparties les unes par rapport aux autres de façon à dominer l'angle d'entrée du château. La tour sud-est renferme la chapelle du XVe siècle, ornée d'une piscine à décor flamboyant et de vitraux anciens et où dut être baptisé Roger de Rabutin.
Le corps de logis du XVe siècle occupe, entre les deux tours, le côté nord de la cour. La façade extérieure est assez austère, celle de la cour est plus ornée.
Vers l'est, un important corps de logis ferme la cour, face à l'entrée ; la date de sa construction est inscrite au tympan de la porte : 1717. La partie centrale, marquée de toute sa hauteur par des refends, est couronnée d'un fronton triangulaire percé d'un oculus. vers le parc, ce corps de logis offre une large façade de même caractère qui se développe au-delà des tours médiévales. La partie centrale est surmontée d'un fronton triangulaire. Il se termine aux extrémités par deux avant-corps peu saillants, dont les angles sont soulignés par des refends.
Le château est une propriété privée et se visite.
Il fait l’objet d’un classement au titre des monuments historiques par arrêté du 31 octobre 1975, complété par une inscription de parties du domaine par arrêté du 2 février 2024.

## Historique

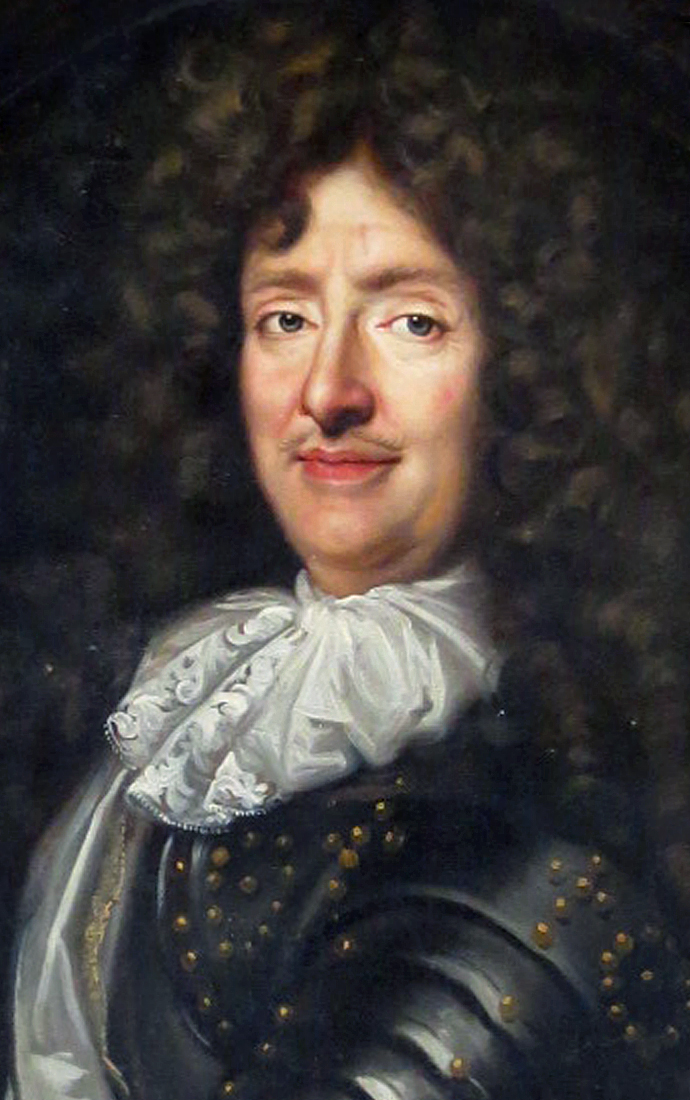
Roger de Bussy-Rabutin

- XIIe siècle : fief détenu par les seigneurs d'Épiry, apparentés aux seigneurs de Montbard et à la famille de Saint-Bernard
- à partir du XIVe siècle : la seigneurie appartient aux Rabutin
- 1618 : naissance au château de l'écrivain Roger de Rabutin, comte de Bussy
- 1648 : la veuve de François de Rabutin, grand-père de Roger, vend la propriété au comte de la Magdeleine de Ragny dont les descendants en resteront possesseurs jusqu'à la Révolution française
- 1717 : construction d'un corps de logis
- 1800 : rachat par la famille de la Magdeleine de Ragny
- 1824 : vente par la même famille à Antoine Bernard Carrelet de Loisy.